# 尚贝里区
尚贝里区（法語：Arrondissement de Chambéry）是法国奥弗涅-罗讷-阿尔卑斯大区萨瓦省所辖的一个区。总面积1586平方公里，总人口276782，人口密度175人/平方公里（2017年）。主要城镇为尚贝里。

## 辖区
尚贝里区辖有12个县与151个市镇。